# 飯野茉優
飯野 茉優（いいの まゆ、1999年5月23日 - ）は、日本の声優・女優（元子役）。
埼玉県出身。ATプロダクション所属。

## 略歴・人物
3歳の頃にテアトルアカデミーに子役として所属し主に声優として活動する。
学業専念のため2014年を最後に声優活動が途絶えるが2019年より声優活動を再開している。
2022年4月よりATプロダクション所属。
特技は書道。

## 出演

### テレビアニメ
- ミチコとハッチン（2008年、フジテレビ）マリーザ 役
- クッキンアイドル アイ!マイ!まいん!（2009年 - 2013年、NHK教育）ゆま 役
- 夢色パティシエール（2009年 - 2010年、読売テレビ）キャラメル 役
- 屍鬼（2010年、フジテレビ）松尾静 役
- 夢色パティシエールSP（スペシャル）プロフェッショナル（2010年、読売テレビ）キャラメル 役
- うさぎドロップ（2011年、フジテレビ）さやか 役
- ヨルムンガンド（2012年、TOKYO MXほか）マルカ 役
- この中に1人、妹がいる!（2012年、TBS）女子生徒 役
- ヨルムンガンド PERFECT ORDER（2012年、TOKYO MXほか）マルカ 役
- 蟲師 続章（2014年、TOKYO MXほか）ミズホ 役
- 全力ウサギ（2023年）ミクロさん 役
- 七つの大罪 黙示録の四騎士（2024年）村人 役

### OVA
- 夢色パティシエール 胸キュン♥トロピカルアイランド!（2010年）キャラメル 役 ※夏ドキッ★りぼんっ子パーティー55上映作品

### 劇場アニメ
- 涼宮ハルヒの消失（2010年）女の子 役[3]
- 宇宙ショーへようこそ（2010年）インク 役[4][5]
- 風立ちぬ（2013年）里見菜穂子（少女期） 役
- きみの色（2024年）女生徒 役

### 吹き替え
- スノー・バディーズ 小さな5匹の大冒険（2008年）ローズバッド 役
- サンタ・バディーズ 小さな5匹の大冒険（2009年）ローズバッド 役
- スペース・バディーズ 小さな5匹の大冒険（2010年）ローズバッド 役
- ビバリーヒルズ・チワワ2（2011年）ローサ 役
- オズ はじまりの戦い（2013年）陶器の少女 役
- アンリステッド（2019年）リーガン 役
- 未来の大統領の日記（2020年） サーシャ 役
- 保健教師アン・ウニョン（2020年） ラディ 役
- 誕生日シンドローム（2021年） 16歳のジア／21歳のジア 役
- パンダのシズカ シーズン2（2022年） 審査員 役
- キル・ボクスン（2023年） ソラ 役
- 自由研究には向かない殺人（2024年） アンディ 役

### ゲーム
- 牧場物語シリーズ まきばのおみせ（2009年）ナレーション

### ドラマCD
- ゴーストハント オリジナルドラマCD「〜忘れられた子供たち〜（前編）」（2009年）マリコ 役 ※コミックス第11巻限定版付属
- ゴーストハント オリジナルドラマCD「〜忘れられた子供たち〜（後編）」（2010年）マリコ 役 ※コミックス第12巻限定版付属

### バラエティ
- 崖っぷちからの脱出 声優!一発逆転オーディション（2023年2月5日 - 3月20日、BS日テレ）

### テレビドラマ
- 元泥棒・助川六郎のご町内防犯パトロール（2011年2月19日、フジテレビ）助川恵（幼少期） 役
- 金田一少年の事件簿 第6話（2022年6月5日、日本テレビ）
- 家庭教師のトラコ 第2話（2022年7月27日、日本テレビ）看護師 役

### 実写映画
- 過ぎ行くみなも（2020年）清水涼 役[6]